# Centrala Zaopatrzenia Materiałowego Przemysłu Metalowego
Centrala Zaopatrzenia Materiałowego Przemysłu Metalowego – jednostka organizacyjna Ministerstwa Przemysłu i Handlu, powołana w celu zaopatrzenia przedsiębiorstw nadzorowanych w surowce, materiały techniczne i pomocnicze, maszyny i narzędzia potrzebne do produkcji wytworów przemysłu metalowego.

## Powołanie Centrali
Na podstawie zarządzenia Ministra Przemysłu i Handlu z 1948 r. wydane w porozumieniu z Ministrem Skarbu i Prezesem Centralnego Urzędu Planowania o utworzeniu przedsiębiorstwa państwowego pod nazwą Centrala Zaopatrzenia Materiałowego Przemysłu Metalowego ustanowiono Centralę. Powołanie Centrali pozostawało w ścisłym związku z dekretem z 1947 r. o tworzeniu przedsiębiorstw państwowych. 
Zwierzchni nadzór państwowy nad Centralą sprawował Minister Przemysłu i Handlu.

## Przedmiot działalności Centrali
Przedmiotem działalności Centrali było planowe zaopatrzenia przedsiębiorstw nadzorowanych w surowce, materiały techniczne i pomocnicze, maszyny i narzędzia potrzebne do produkcji wytworów przemysłu metalowego oraz do utrzymania zakładów w ruchu. Centrala stanowiła przedsiębiorstwo państwowe, prowadzone w ramach narodowych planów gospodarczych oraz według zasad gospodarki handlowej.  

## Rada Nadzoru Społecznego
Przy Zjednoczeniu powołana była Rada Nadzoru Społecznego, której zakres działania, sposób powoływania i odwoływania jej członków, organizację i sposób wykonywania powierzonych czynności określi rozporządzenie Rady Ministrów.
Rada Nadzoru Społecznego miała charakter niezależnego organu nadzorczego, kontrolnego oraz opiniodawczego, podlegającego w swej działalności nadzorowi Prezydium Krajowej Rady Narodowej.

## Organ zarządzający Centralą
Organem zarządzającym Centralą była dyrekcja powoływana i zwalniana przez Ministra Przemysłu i Handlu, składająca się z dyrektora naczelnego, reprezentującego dyrekcję samodzielnie oraz z podległych dyrektorowi naczelnemu trzech dyrektorów.
Do ważności zobowiązań zaciąganych przez Zjednoczenie wymagane było współdziałanie, zgodnie z uprawnieniami przewidzianymi w statucie:
- dwóch członków dyrekcji łącznie,
- jednego członka dyrekcji łącznie z pełnomocnikiem handlowym w granicach jego pełnomocnictwa,
- dwóch pełnomocników handlowych łącznie w granicach ich pełnomocnictw.